# Iwona Maroszyńska
Iwona Anna Maroszyńska (ur. 4 września 1961) – polska specjalistka neonatologii i pediatrii, dyrektorka Instytutu „Centrum Zdrowia Matki Polki”. 

## Życiorys
Iwona Maroszyńska ukończyła w 1985 studia na Wydziale Lekarskim Akademii Medycznej w Łodzi. W 1990 uzyskała specjalizację I stopnia z pediatrii, a w 1994 II stopnia z pediatrii. W 1997 uzyskała na Wojskowej Akademii Medycznej w Łodzi doktorat w specjalności pediatria na podstawie napisanej pod kierunkiem Krzysztofa Zemana dysertacji Przydatność badania układu komórek żernych w diagnostyce i monitorowaniu przebiegu zakażenia u noworodków urodzonych przedwcześnie. W 2000 zdała egzamin specjalizacyjny z neonatologii. W 2007 w Instytucie „Centrum Zdrowia Matki Polki” habilitowała się w specjalności neonatologia, przedstawiwszy dzieło Rola aktywacji neutrofili i komórek śrółłonka oraz procesu adhezji w patogenezie zespołu dysfunkcji wielonarządowej u noworodków po przebytym niedotlenieniu wewnątrzmacicznym w badaniach klinicznych i doświadczalnych.
Odbyła staże naukowe w Nowym Jorku (1996), Paryżu (1996, 2000) oraz Miami (2004).
W latach 1985–1987 pracowała w Instytucie Pediatrii Akademii Medycznej w Łodzi. Od 1989 związana zawodowo z Centrum Zdrowia Matki Polki (ICZMP). Pełniła tamże funkcje zastępczyni ordynatora, kierowniczki Klinki Intensywnej Terapii i Wad Wrodzonych Noworodków i Niemowląt, lekarki naczelnej pionu pediatrycznego. W 2021 została dyrektorką ICZMP.
Od 2007 wykłada także w Zakładzie Dydaktyki Pediatrycznej Uniwersytetu Medycznego w Łodzi.
Doprowadziła do wprowadzenia w Polsce metody fizjoterapii oddechowej wykorzystywanej w leczeniu noworodków i niemowląt oraz dzieci z niewydolnością oddechową.
Przewodnicząca Oddziału Łódzkiego Polskiego Towarzystwa Neonatologicznego. Współpracuje z Fundacją „Wielkiej Orkiestry Świątecznej Pomocy”.
W 2013 została wyróżniona Odznaką „Za Zasługi dla Miasta Łodzi”.